# Врхполє
Врхполє (словен. Vrhpolje) — поселення в общині Хрпелє-Козіна, Регіон Обално-крашка, Словенія. Висота над рівнем моря: 497,3 м. Розташоване близько кордону з Італією.